# Pelasgus
Pelasgus – rodzaj słodkowodnych ryb z rodziny karpiowatych (Cyprinidae).

## Występowanie
Albania, Grecja i Macedonia Północna.

## Klasyfikacja
Gatunki zaliczane do tego rodzaju:
- Pelasgus epiroticus
- Pelasgus laconicus
- Pelasgus marathonicus
- Pelasgus minutus
- Pelasgus prespensis
- Pelasgus stymphalicus – strzebla grecka[2]
- Pelasgus thesproticus

Gatunkiem typowym jest Pseudophoxinus laconicus (Pelasgus laconicus).